# ثونار
ثيونر (بالإنجليزية: Thunar) هو مدير ملفات لأنظمة لينكس والأنظمة الشبيهة بيونكس، طُور باستخدام مكتبة جتك+، ويأتي مع نسخ إكسفس Xfce ابتداءً من النسخة 4.4 RC1. ثيونر تم تطويره من قبل بيندكيت ميورر، وكان الغرض الأساسي من تطويره استبداله بـ XFFM، مدير الملفات السابق لإكسفس. وقد كان الاسم الأول لثيونر هو فيلر Filer لكن غُير الاسم منعاً للاشتباك.
الهدف الرئيسي من مشروع ثيونر هو صنع مدير ملفات سريع ونظيف وسهل الاستخدام. وهو مُصمم لكي يعمل أسرع ويكون أكثر استجابة من مديري الملفات الأخرى في لينكس مثل كونكيورر (حالياً دلفين) ونوتيلاس Nautilus. ثيونر بسيط وخفيف الحجم، لكن وظائفه من الممكن زيادتها عن طريق الإضافات Plugins. يأتي الاسم ثيونر من إله الرعد في الميثولوجيا الإسكندنافية.

## وصلات خارجية
- ثيونر على موقع Open Hub (الإنجليزية)
- ثيونر على موقع Free Software Directory (الإنجليزية)
- الصفحة الرئيسية لثيونر